# 音楽教室著作権裁判
音楽教室著作権裁判（おんがくきょうしつちょさくけんさいばん）は、一般社団法人日本音楽著作権協会（JASRAC）が音楽教室から使用楽曲の著作権料を徴収する考えを示し、これに反対した一般財団法人ヤマハ音楽振興会をはじめとする253の音楽教室の運営事業者により2017年2月2日に発足させた「音楽教育を守る会」が著作権料徴収について提訴した民事事件である。
著作権法22条1項は「著作者は、その著作物を、公衆に直接聞かせることを目的として演奏する権利を専有する」（演奏に関連しない文言は省略）と規定する。この権利は「演奏権」と呼ばれ、著作権の一種である。訴訟では、音楽教室におけるレッスン中に行われる演奏に演奏権が及ぶか否か、主には、その演奏が「公衆に直接聞かせることを目的とした」演奏であるのか否かが争点となった。

## 概要・経緯
2017年2月、日本において音楽著作権管理業務を行う一般社団法人日本音楽著作権協会（以下、「JASRAC」という。）が、音楽教室におけるレッスン中に行われる音楽著作物の演奏について、使用料を徴収する方針を示したことに端を発し、その方針に反発した日本国内の音楽教室を運営する253事業者が、2017年6月20日にJASRACには使用料を請求する権利が存在しないことの確認を求めて、JASRACを被告として訴訟（請求権不存在確認訴訟）を提起した。
一審の東京地方裁判所判決（2020年2月28日）は、音楽教室における教師および生徒による演奏には演奏権が及ぶことを認め、JASRACが使用料を請求する権利を全面的に認めた。しかし、二審の知的財産高等裁判所判決（2021年3月18日）は一審判決を一部修正し、教師による演奏についてはJASRACの請求権を認めた一方で、生徒による演奏については請求権を認めない判決を下した。
音楽教室事業者とJASRACの双方は、知的財産高等裁判所の判決を不服として、最高裁判所に上告および上告受理申立を行った。最高裁判所は2022年7月16日、まずは音楽教室事業者の上告を受理しない決定を下し、教師による演奏についてJASRACの請求権を認めた二審判決が確定した。次に2022年10月24日、最高裁判所第一小法廷（深山卓也裁判長）は、生徒による演奏の主体は音楽教室ではないとして、JASRACの請求権を否定し、JASRACの上告を棄却する判決を下した。これにより、音楽教室とJASRACによる5年にわたる法廷での争いに終止符が打たれた。
この事件は、音楽教室事業者側が「音楽教育を守る会」を結成し、JASRACによる使用料徴収に反対するための署名活動を行ったことや、JASRACの職員が原告が運営する音楽教室に勤務先を伏せたまま生徒として通い、教師による演奏の様子を法廷で証言したこと等も広く報じられ、知的財産法の専門家のみならず、一般人の注目も集めた事件となった。

### 判決

#### 東京地方裁判所
東京地方裁判所（事件番号　平成29年(ワ)第20502、同25300号）では「生徒は講師の指導に従って演奏しており、教室の管理が及んでいる」として生徒の演奏についても著作権料を徴収できるとした。

#### 知的財産高等裁判所
知的財産高等裁判所（事件番号　令和2年(ネ)第10022号）では「生徒は技術向上のため自主的に演奏している」として生徒の演奏について著作権料の徴収を認めなかった。

#### 最高裁判所
2022年10月24日、最高裁判所第一小法廷（裁判長　深山卓也、事件番号　令和3年（受）第1112号）は、裁判官5人の全員一致の判決で「音楽教室での生徒の演奏は、技術を向上させることが目的で、課題曲の演奏はそのための手段にすぎず、教師の指示や指導も目的を達成できるよう助けているだけだ」と著作権料徴収について生徒は対象外であるとして判決が確定した。
なお、講師の演奏についての音楽教室側の上告は7月に退けられている。

## 演奏等の使用料規程
2018年3月7日に使用料規程の実施に関する文化庁長官の裁定が下り、JASRACは2018年4月1日から許諾手続を開始した。
規程では、年間包括的利用許諾契約を結ぶ場合は対象講座の受講料収入の2.5%を使用料とし、年間包括的利用許諾契約によらない場合は受講者数と月間受講料に応じて6千円から6万円あるいは受講者150名以上の場合は6万円とともに加算されるとした。